# Camp de réfugiés de Khan Younès
Le camp de réfugiés de Khan Younès, en arabe : مخيم خان يونس, est un camp de réfugiés palestiniens dans le gouvernorat de Khan Younès et la bande de Gaza.

## Généralités
Il est situé juste à l'ouest de la ville de Khan Younès, au nord de Rafah et à deux kilomètres à l'est de la côte méditerranéenne dans le sud de la bande de Gaza. Alors que le Bureau central palestinien des statistiques enregistre une population de 41 182 personnes, lors du recensement de 2017, l'Office de secours et de travaux des Nations unies pour les réfugiés de Palestine dans le Proche-Orient (UNRWA) compte 95 550 réfugiés palestiniens vivent dans le camp au 1er octobre 2023.

## Histoire

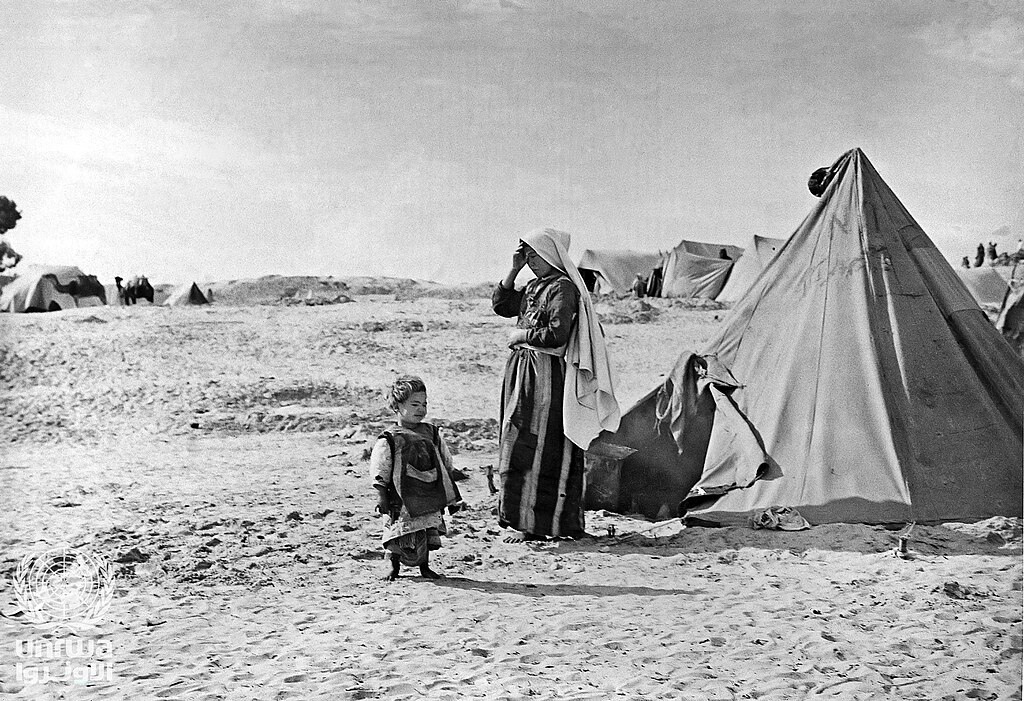
Une mère et son enfant se tiennent à côté de leur tente dans un camp de réfugiés nouvellement créé à Khan Younés au lendemain de la guerre de 1948.

Le camp de réfugiés est établi en 1948, après la guerre israélo-arabe de 1948-1949, accueillant environ 35 000 réfugiés palestiniens ayant fui ou expulsés de leurs maisons par les milices sionistes. Le 3 novembre 1956, le camp et la ville de Khan Younès sont envahit par l'armée israélienne : au moins 275 Palestiniens sont massacrés, dont 140 réfugiés et 135 habitants de Khan Younès.
Selon l'UNRWA, de nombreux habitants du camp ont perdu leur maison suite aux opérations de l'armée israélienne. Des efforts de reconstruction au début des années 2000, mais les travaux ont été largement interrompus en raison du blocus imposé par Israël à la bande de Gaza depuis 2007. Cette situation provoque des taux de chômage et de pauvreté en constante augmentation.

## Infrastructure
Le camp comprend, en 2023 :
- 25 installations de l'UNRWA,
- 16 bâtiments scolaires abritant 20 écoles au total,
- Deux centres de distribution alimentaire, dont l'un est une installation de l'UNRWA située dans la zone ouest, tandis que l'autre est un bâtiment loué situé dans la zone est de Khan Younès.
- trois centres de santé,
- trois bureaux de secours et de services sociaux,
- un bureau d'entretien et d'hygiène.